# Woiwodschaft Koszalin (1975–1998)
Die Woiwodschaft Koszalin (Köslin) war in den Jahren 1975 bis 1998 eine polnische Verwaltungseinheit. Im Zuge einer Verwaltungsreform, die am 1. Januar 1999 in Kraft trat, ging sie in der heutigen Woiwodschaft Westpommern auf. Ihre Hauptstadt war das namensgebende Koszalin.
Bedeutende Städte waren (Einwohnerzahlen von 1995):
- Koszalin (Köslin, 93.500)
- Kołobrzeg (Kolberg, 38.200)
- Szczecinek (Neustettin, 32.900)

Siehe auch: Woiwodschaft Koszalin